# Halterofilismo nos Jogos Olímpicos de Verão de 2004 - Até 69 kg masculino
A competição da categoria até 69 kg masculino do halterofilismo nos Jogos Olímpicos de Verão de 2004 realizou-se no dia 18 de agosto em Atenas. Um total de 17 atletas competiram.

## Medalhistas
| Ouro   | CHN Zhang Guozheng  |
| Prata  | KOR Lee Bae-Young   |
| Bronze | CRO Nikolaj Pešalov |

## Resultados
| Pos. | Nome                      | Arranco (kg) | Arremesso (kg) | Total (kg) |
| ---- | ------------------------- | ------------ | -------------- | ---------- |
| 1    | CHN Zhang Guozheng        | 160,0        | 187,5          | 347,5      |
| 2    | KOR Lee Bae-Young         | 152,5        | 190,0          | 342,5      |
| 3    | CRO Nikolaj Pešalov       | 150,0        | 187,5          | 337,5      |
| 4    | AZE Turan Mirzayev        | 147,5        | 185,0          | 332,5      |
| 5    | CMR Venceslas Dabaya      | 145,0        | 182,5          | 327,5      |
| 6    | BLR Siarhei Laurenau      | 147,5        | 170,0          | 317,5      |
| 7    | FRA Romuald Ernault       | 142,5        | 165,0          | 307,5      |
| 8    | NRU Yukio Peter           | 135,0        | 167,5          | 302,5      |
| 9    | ROU Stanel Stoica         | 142,5        | 160,0          | 302,5      |
| 10   | TPE Kuo Cheng Wei         | 132,5        | 165,0          | 297,5      |
| 11   | ECU Julio Idrovo          | 140,0        | 155,0          | 295,0      |
| 12   | KSA Abdul Mohsen Al Bagir | 127,5        | 160,0          | 287,5      |
| —    | IRI Mehdi Panzvan         | 147,5        | —              | DNF        |
| —    | THA Suriya Dattuyawat     | 137,5        | —              | DNF        |
| —    | SVK Miroslav Janicek      | 125,0        | —              | DNF        |
| —    | KSA Jafar Al Bagir        | —            | —              | DNF        |
| —    | TUN Youssef Sbai          | —            | —              | DNF        |